# Musée de Macédoine

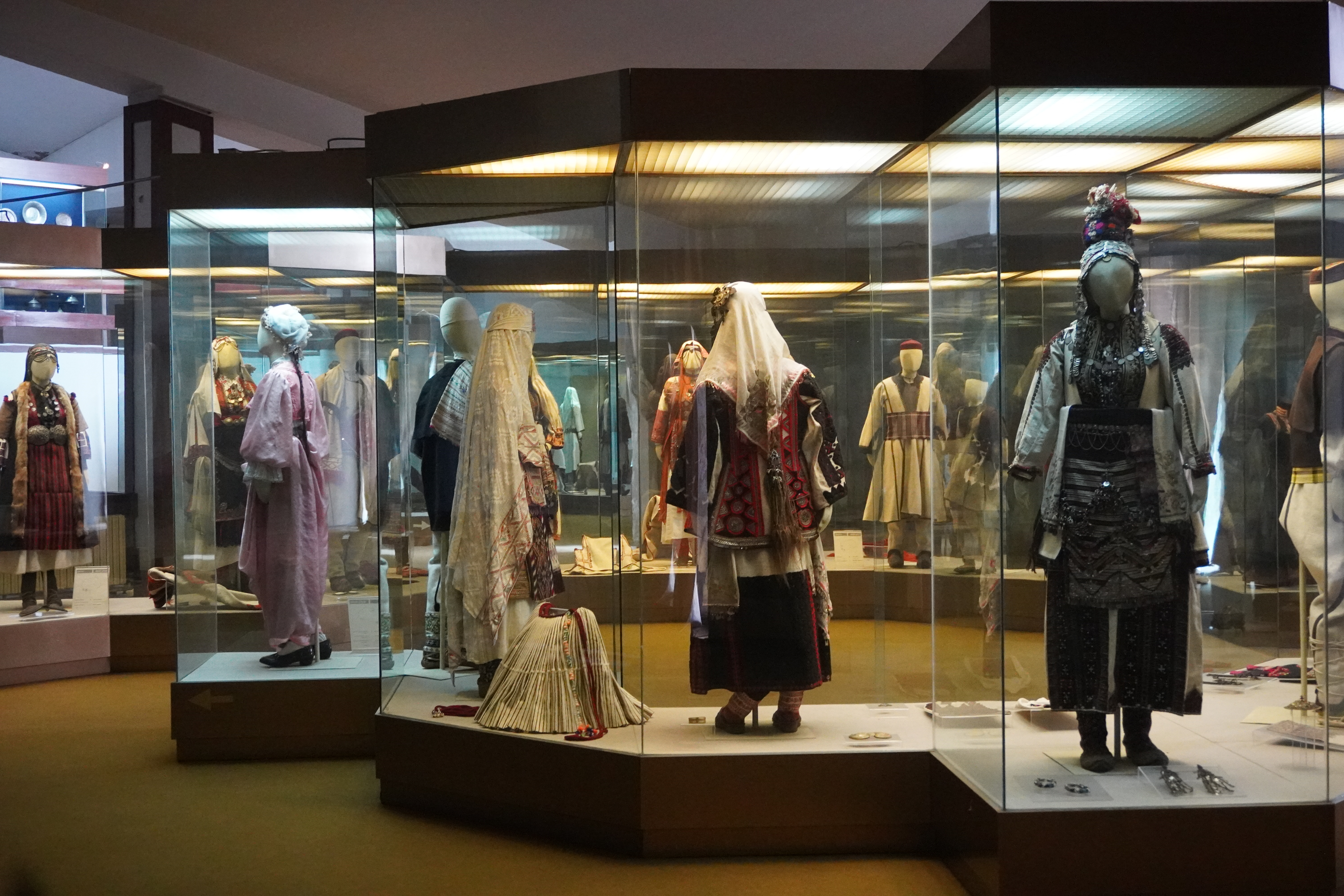
vue d'une des salles d'exposition des costumes traditionnelles

Le musée de Macédoine (macédonien : Музеј на Македонија) est une institution nationale de la Macédoine du Nord et l'un des plus vieux musées du pays. Il est né de la réunion de trois musées distincts, consacrés respectivement à l'archéologie, l'histoire et l'ethnologie. Le musée archéologique est le plus ancien, il a été fondé en 1924. Sous le régime communiste yougoslave, le musée était appelé « musée populaire de Macédoine ». Il se trouve dans le vieux bazar de Skopje, la capitale du pays.

## Collections
Le musée possède 10 000 mètres carrés, dont 6 000 sont réservés aux expositions permanentes et temporaires. Il est composé de deux ensembles distincts : une construction moderne et le Kourchoumli An, un ancien caravansérail ottoman édifié au XVIe siècle.
Le musée est divisé en plusieurs départements :
- La section archéologique regroupe des artefacts datant de 10 000 av. J.-C. à 1945.
- Le département ethnologique présente notamment des costumes traditionnels, des bijoux, des objets artisanaux et des instruments de musique.
- Le département consacré à l'histoire de l'art conserve des répliques de fresques ainsi qu'une galerie d'icônes et un lapidarium, installé dans l'ancien caravansérail.
- Le département d'histoire présente l'histoire de la Macédoine du Nord jusqu'à la Seconde Guerre mondiale.
- La section ethnographique abrite des expositions temporaires consacrées à l'ethnographie locale.
- Le musée possède enfin un département de conservation.

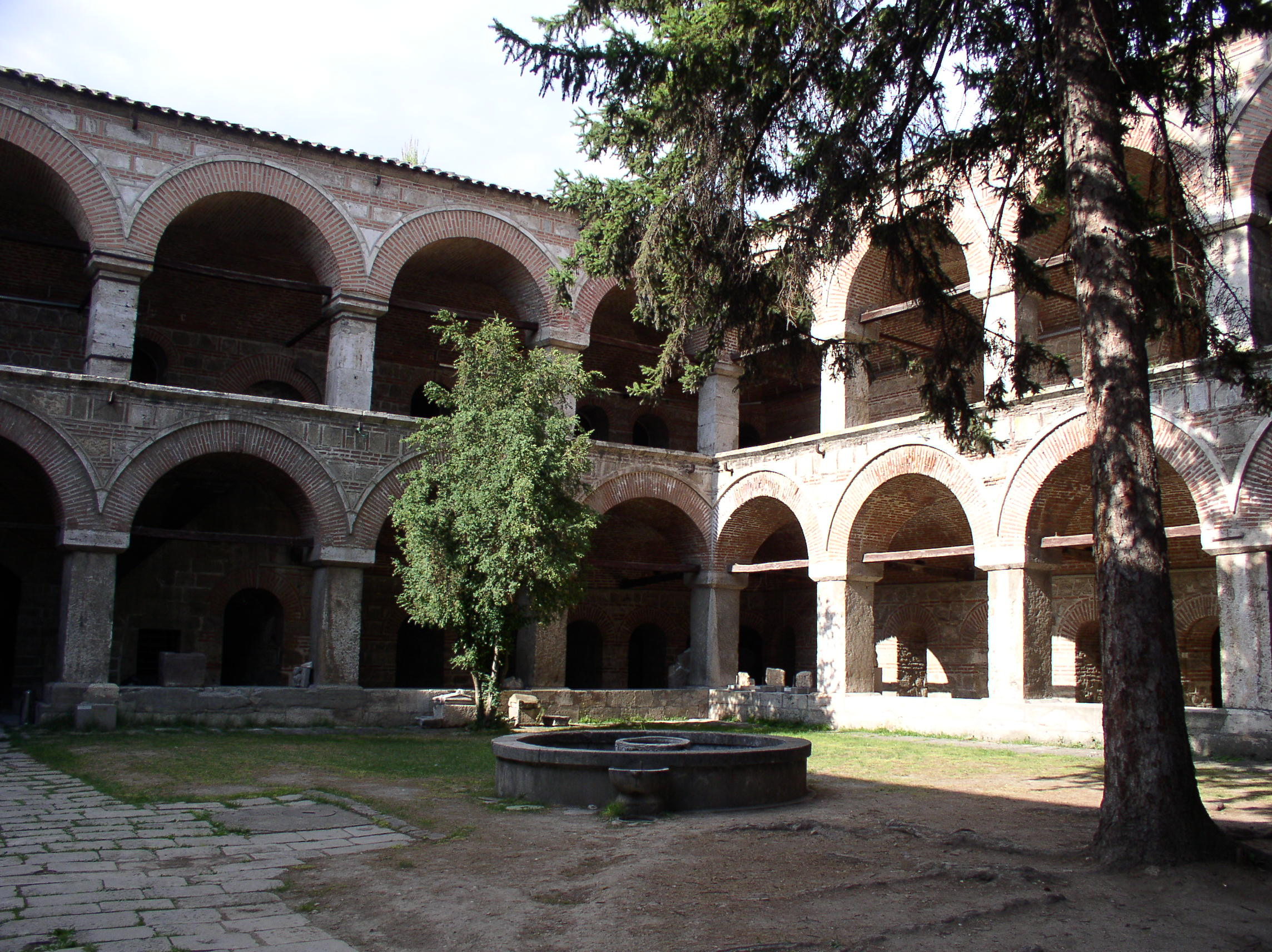
Cour du Kourchoumli An.
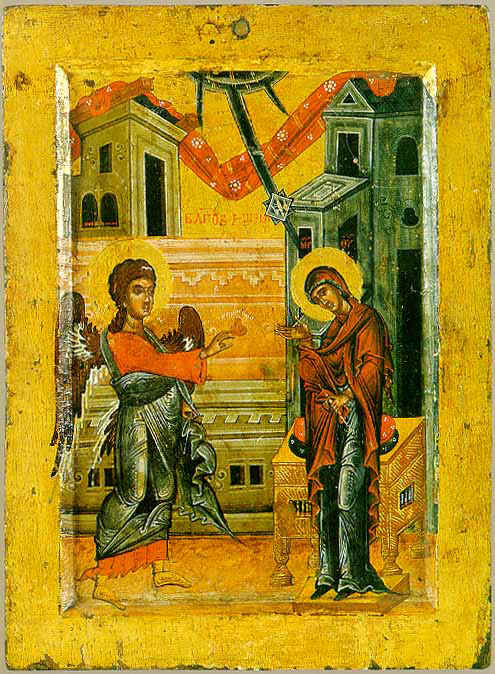
Icône de l'Annonciation du XVIe siècle.
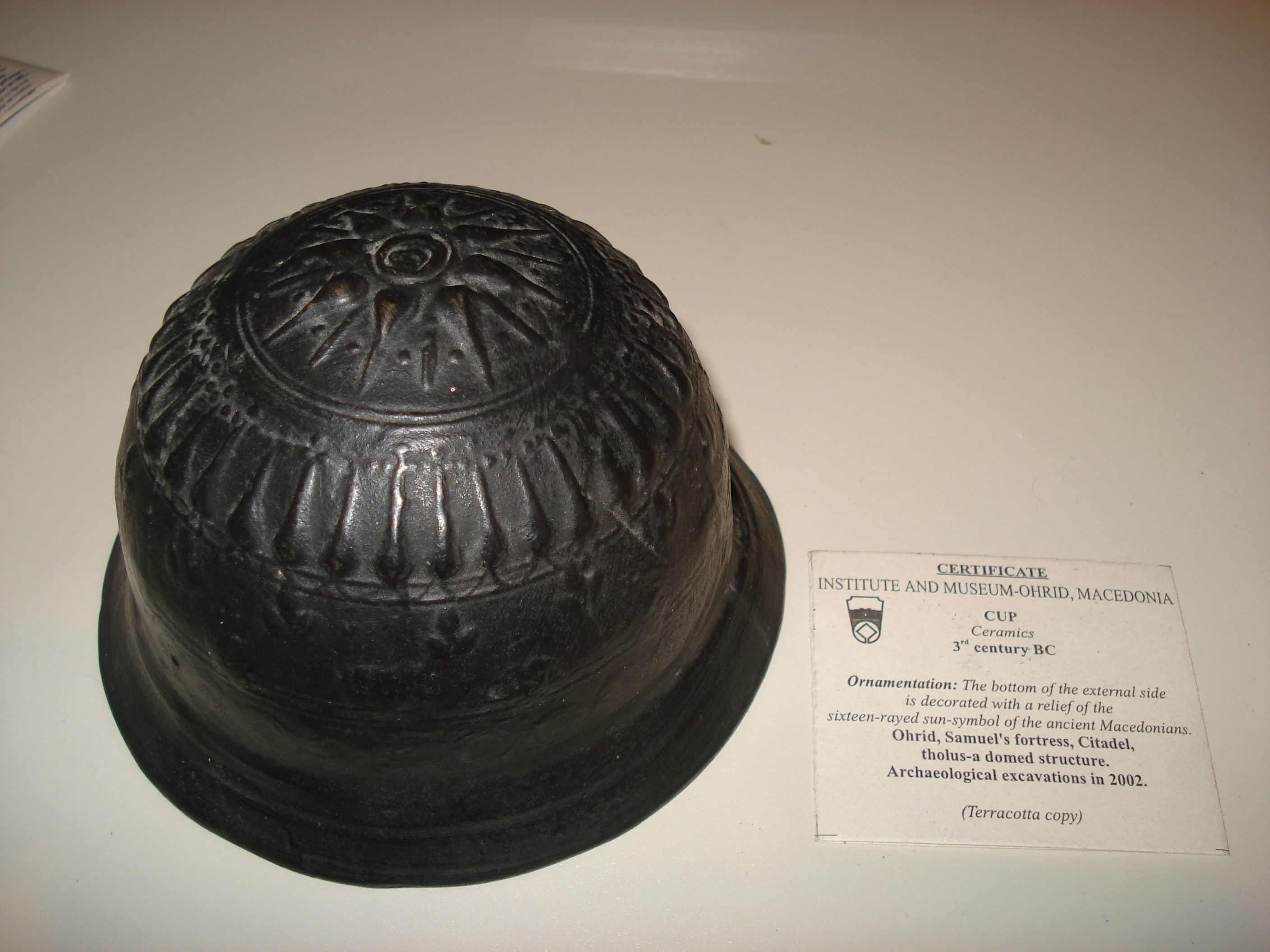
Céramique macédonienne antique.
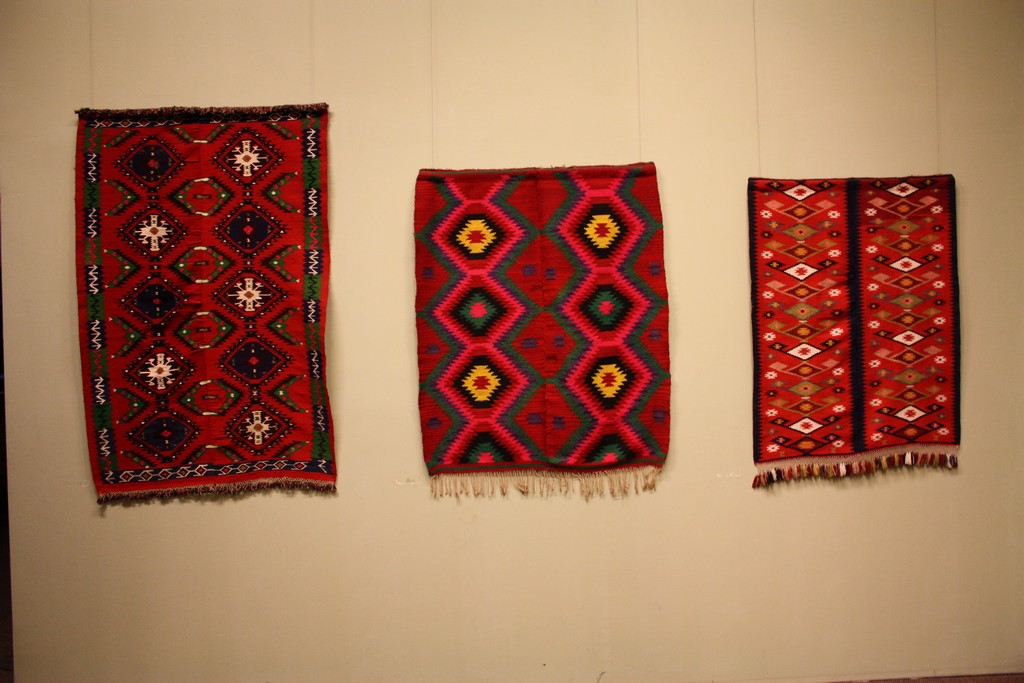
Galerie de tapis.
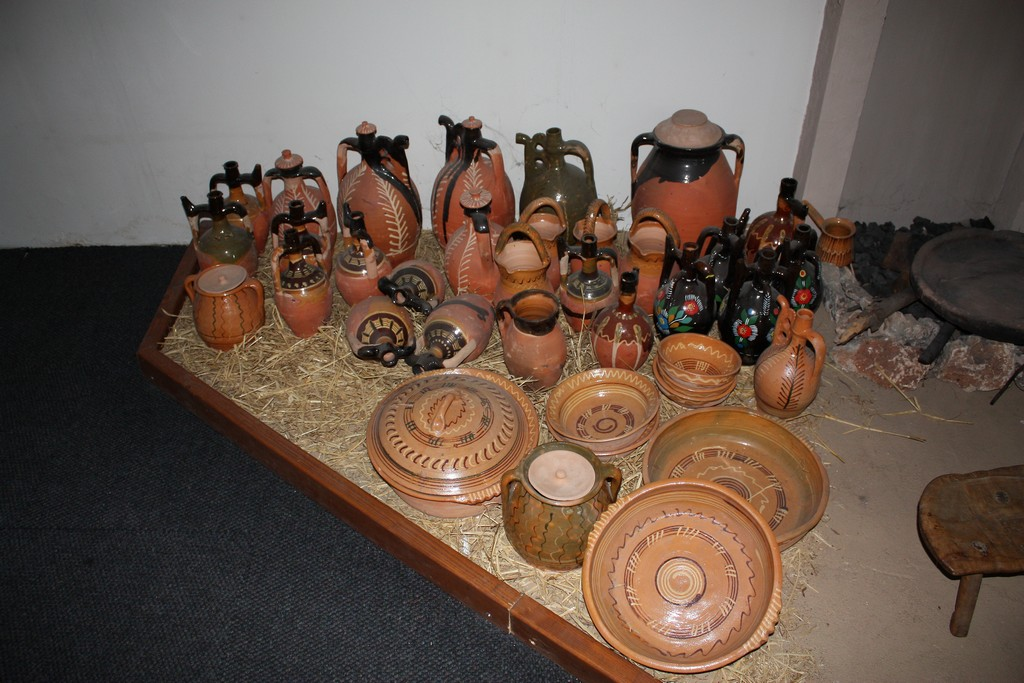
Poterie traditionnelle.
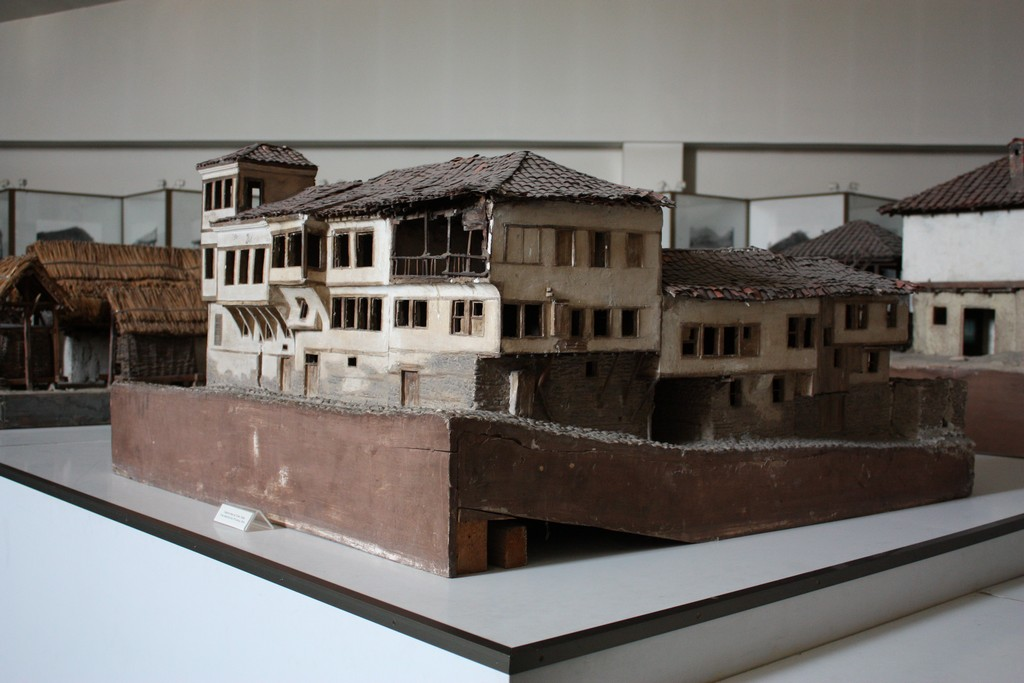
Maquette d'une maison macédonienne.
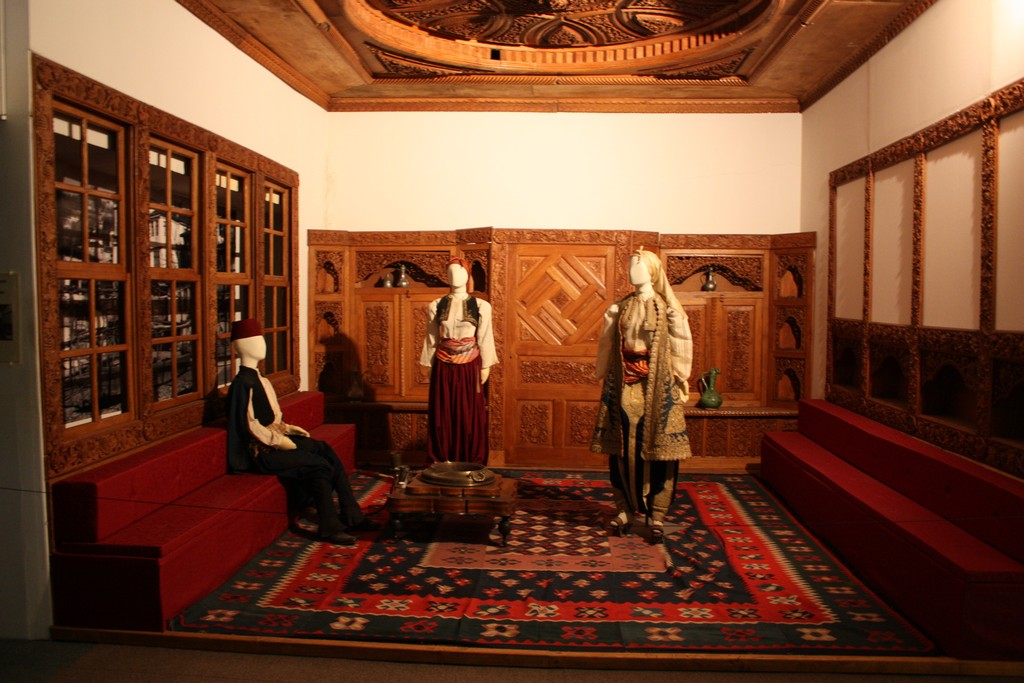
Reconstitution d'un intérieur ottoman.

## Antennes
Le musée possède plusieurs antennes à travers le pays, dans lesquelles il organise des expositions :
- La maison de la culture Dragi Tozija à Resen,
- La bibliothèque Iskra à Kotchani,
- La maison de la culture du 25 mai à Valandovo,
- Les maisons-mémoriaux des villages de Bitouché et Galitchnik dans la municipalité de Mavrovo et Rostoucha.